# آکلان
آکلان (Aklan) یکی از استان‌های کشور فیلیپین است. این استان در باختر این کشور قرار گرفته‌است و بخشی از جزیره‌های ویسایا به شمار می‌رود.
مرکز این استان شهر کالیبو است. جمعیت آن حدود چهارصد و پنجاه هزار نفر است. مساحت این استان هزار و هشتصد کیلومتر مربع است .